# Орлов, Сергей Дмитриевич
Сергей Дмитриевич Орлов — советский государственный и политический деятель, секретарь Президиума Верховного Совета РСФСР.

## Биография
Родился в 1911 году. Член ВКП(б) с 1938 года.
С 1938 года — на общественной и политической работе. В 1938—1975 гг. — партийный организатор ЦК ВКП(б) завода,
1-й секретарь Калининского, Ленинского районного комитета ВКП(б) — КПСС города Москвы, секретарь Московского городского комитета КПСС, секретарь Президиума Верховного Совета РСФСР, заместитель министра машиностроения для лёгкой и пищевой промышленности и бытовых приборов СССР.
Избирался депутатом Верховного Совета РСФСР 5-го, 6-го, 7-го созывов.
Умер в 1975 году в Москве.